# Pokémon: På Eventyr I Unova Og Andre Steder-afsnit
Pokémon: BW På Eventyr I Unova Og Andre Steder er den anden halvdel af den sekstende sæson af Pokémon og den sidste del af Pokémon Serien: Black & White, en japansk anime-TV-serie, kendt i Japan under navnet Pocket Monsters: Best Wishes! Season 2: Episode N (ポケットモンスター ベストウイッシュ シーズン２ エピソードN Poketto Monsutā Besuto Uisshu Shīzun Tsū Episōdo Enu). Den blev oprindeligt sendt i Japan på TV Tokyo fra den 25. april 2013 til den 27. marts 2014, og senere i Danmark på Disney XD fra den 28. februar 2011 til den 15. juni 2011. Den danske versionering er lavet af SDI Media og er baseret på den amerikanske udgave, som er produceret af The Pokémon Company.
Efter at Team Plasma blev stoppet og arresteret tager Ash hjem til Kanto Regionen igen via en krydstogt igennem decolore øerne og Iris og Cilan tar med ham derover indtil de deler sig i Viridian City og siger farvel til hinanden, på deres krydstogt færd møder de Alexa en Pokemon Journalist fra Kalos Regionen, og med inspirationen fra Alexa at hun kommer fra Kalos Regionen rejser Ash og Pikachu der til for at han kan deltage i Kalos Ligaen der og Ash forsætter sin rejse om hans drøm om at blive Pokemon Mester.

## Afsnit
| Nr. i serie | Nr. i sæson | Dansk titel Japansk titel | Japansk visning    | Dansk visning        |
| ----------- | ----------- | --- | ------------------ | -------------------- |
| 782         | 1           | "Farvel, Unova! Med kurs mod nye eventyr!" "Saraba Isshu! Aratanaru Funade!!" (さらばイッシュ！新たなる船出！！)                       | 25. april 2013     | Ukendt               |
| 783         | 2           | "Fare, sød som honning!" "Amai Hanīmitsu ni wa Kiken ga Ippai!" (甘いハニーミツには危険がいっぱい！)                                   | 2. maj 2013        | Ukendt               |
| 784         | 3           | "Cilan og sagen om Purrloin-vidnet!" "Somurie Tantei Dento! Daikaigen no Misshitsu!!" (ソムリエ探偵デント！大海原の密室！！)           | 9. maj 2013        | Ukendt               |
| 785         | 4           | "Kroningen af Muslingeskalkongen!" "Saraba Mijumaru!? Hotachi Kingu e no Michi!" (さらばミジュマル！？ホタチキングへの道！)            | 16. maj 2013       | Ukendt               |
| 786         | 5           | "Illusionernes ø!" "Gen'ei no Shima! Kiri no Naka no Zoroāku!!" (幻影の島！霧の中のゾロアーク！！)                                     | 23. maj 2013       | Ukendt               |
| 787         | 6           | "Sådan fanger man en Rotom!" "Rotomu Bui Esu Ōkido-hakase!" (ロトムVSオーキド博士！)                                                   | 30. maj 2013       | Ukendt               |
| 788         | 7           | "Decolores pirater!" "Dekorora Shotō no Kaizoku Ō!" (デコロラ諸島の海賊王！)                                                           | 6. juni 2013       | Ukendt               |
| 789         | 8           | "Butterfree og mig!" "Satoshi to Batafurī! Mata Au Hi made!!" (サトシとバタフリー！また会う日まで！！)                                 | 13. juni 2013      | Ukendt               |
| 790         | 9           | "Vejen der fører til afsked!" "Satoshi to Airisu ga Zekkō!? Wakare no Ippon-michi!!" (サトシとアイリスが絶交！？別れの1本道！！)       | 20. juni 2013      | Ukendt               |
| 791         | 10          | "På jagt efter et ønske!" "Jirāchi ni Negai o! Nanokakan no Kiseki!!" (ジラーチに願いを！七日間の奇跡！！)                             | 27. juni 2013      | Ukendt               |
| 792         | 11          | "UFOen fra Capacia-øen!" "Hikaru Enban! Ōbemu-tachi no Machi!!" (光る円盤！オーベムたちの街！！)                                       | 4. juli 2013       | Ukendt               |
| —           | —           | "—" "Myūtsū ~Kakusei e no Purorōgu~" (ミュウツー ～覚醒への序章（プロローグ）～)                                                       | 11. juli 2013      | Ikke sendt i Danmark |
| 793         | 12          | "Journalisten fra en anden region!" "Panjī Tōjō! Erikiteru to Gōgōto!!" (パンジー登場！エリキテルとゴーゴート！！)                     | 18. juli 2013      | Ukendt               |
| 794         | 13          | "Mysteriet på Den Øde Ø!" "Otakara no Nazo! Mujintō Adobenchā!!" (お宝の謎！無人島アドベンチャー！！)                                  | 25. juli 2013      | Ukendt               |
| 795         | 14          | "En Pokémon af en anden farve!" "Ibuki to Airisu! Irochigai Kurimugan!!" (イブキとアイリス！色ちがいクリムガン！！)                    | 1. august 2013     | Ukendt               |
| 796         | 15          | "En fest for en heltekomet!" "Onbān Tōjō! Suisei to Yūsha no Densetsu!!" (オンバーン登場！彗星と勇者の伝説！！)                        | 15. august 2013    | Ukendt               |
| 797         | 16          | "Giv den gas, Gogoat!" "Gō Gō Gōgōto!" (ゴーゴーゴーゴート！)                                                                          | 22. august 2013    | Ukendt               |
| 798         | 17          | "Team Rockets chokerende rekruttering!" "Emonga, Rokketo-dan ni Hairu!" (エモンガ、ロケット団に入る！)                                 | 5. september 2013  | Ukendt               |
| 799         | 18          | "Striaton-salens overlevelse!" "Dento Bui Esu Kōri no Chōsensha! San'yō Jimu no Kiki!!" (デントＶＳ氷の挑戦者！サンヨウジムの危機！！) | 12. september 2013 | Ukendt               |
| 800         | 19          | "Held og lykke til vi mødes igen!" "Besuto Uisshu! Mata Au Hi made!!" (ベストウイッシュ！また会う日まで！！)                           | 19. september 2013 | Ukendt               |
| 801         | 20          | "Drømmen fortsætter!" "Ore no Yume, Pokemon Masutā!!" (オレの夢、ポケモンマスター！！)                                                 | 26. september 2013 | Ukendt               |
| —           | —           | "—" "Dento to Takeshi! Gyaradosu no Gekirin!!" (デントとタケシ！ギャラドスのげきりん！！)                                              | 3. oktober 2013    | Ikke sendt i Danmark |
| —           | —           | "—" "Airisu Bui Esu Ibuki! Doragon Masutā e no Michi!!" (アイリスVSイブキ！ドラゴンマスターへの道！！)                                 | 27. marts 2014     | Ikke sendt i Danmark |

## Stemmer
| Karakter    | Japansk            | Dansk           |
| ----------- | ------------------ | --------------- |
| Ash Ketchum | Rika Matsumoto     | Mathias Klenske |
| Pikachu     | Ikue Ōtani         | Ikue Ōtani      |
| Iris        | Aoi Yūki           | Malene Tabert   |
| Cilan       | Mamoru Miyano      | Sonny Lahey     |
| Jessie      | Megumi Hayashibara | Ann Hjort       |
| James       | Shinichiro Miki    | Thomas Kirk     |
| Meowth      | Inuko Inuyama      | Peter Zhelder   |
| Fortæller   | Unshō Ishizuka     | Torben Sekov    |

## Hjemmeudgivelser
I Japan er sæsonen blevet fuldt udgivet til udlejning, men købeudgivelser er begrænset til visse afsnit. Sæsonen har fået en komplet hjemmeudgivelse på engelsk i USA og Australien på nær de usendte afsnit.
I Danmark har denne sæson ikke set nogen form for hjemmeudgivelse.